# Milano-Torino 1975
La Milano-Torino 1975, sessantunesima edizione della corsa, si tenne il 6 settembre 1975. Fu vinta dall'italiano Wladimiro Panizza. Alla corsa partecipano per la prima volta Freddy Maertens futuro campione del mondo, classificandosi quarto.

## Ordine d'arrivo (Top 10)
| Pos. | Corridore               | Squadra | Tempo |
| ---- | ----------------------- | ------- | ----- |
| 1    | Wladimiro Panizza       |         |       |
| 2    | Enrico Paolini          |         |       |
| 3    | Roger de Vlaeminck      |         |       |
| 4    | Freddy Maertens         |         |       |
| 5    | Francesco Moser         |         |       |
| 6    | Ludo Delcroix           |         |       |
| 7    | Felice Gimondi          |         |       |
| 8    | Edward Jassens          |         |       |
| 9    | Martín Emilio Rodríguez |         |       |
| 10   | Johan de Muynck         |         |       |